# 波克里 (波克里區)
波克里（西班牙語：Pocrí），是巴拿馬的城鎮，位於該國中南部，由洛斯桑托斯省的波克里區負責管轄，面積57.6平方公里，海拔高度144米，2010年人口1,002，人口密度每平方公里17.4人。